# Архитектура нацистской Германии

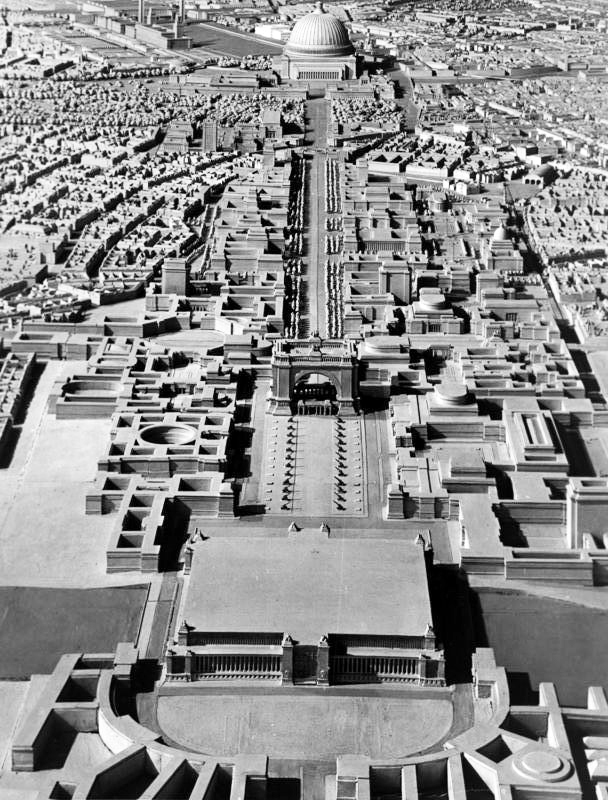
Проект перестройки Берлина

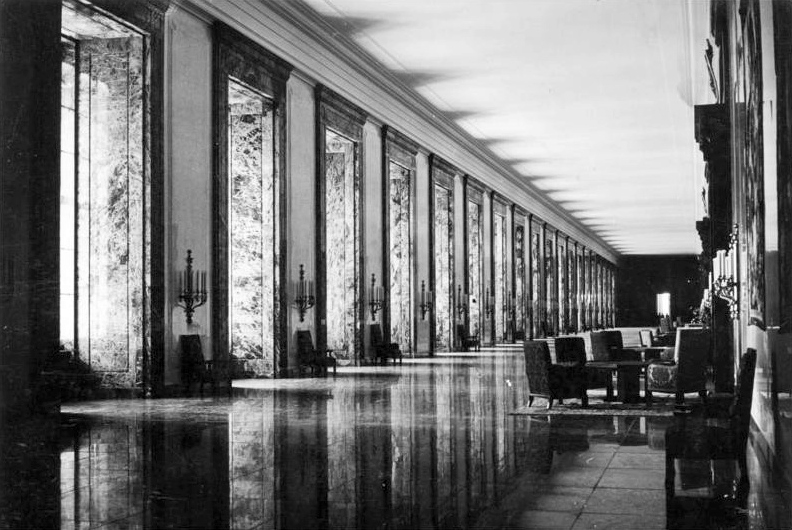
Мраморная галерея Новой рейхсканцелярии

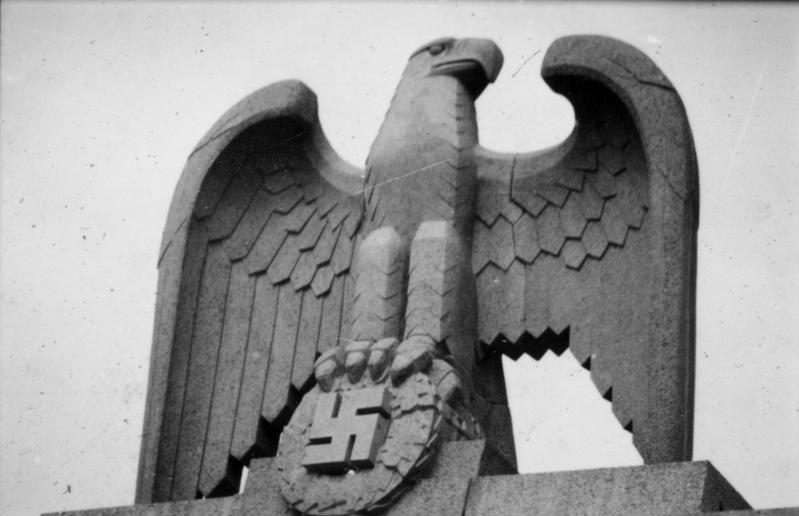
Орел со свастикой на крыше казармы «Лейбштандарта СС Адольф Гитлер». Берлин-Лихтерфельде, 1940

Архитектура эпохи национал-социализма (нем. Architektur im Nationalsozialismus) — одно из самых масштабных проявлений тоталитарной архитектуры, наряду со сталинской архитектурой. Этим термином охватываются основные архитектурные стили, методы строительства и городского планирования, применявшиеся в Германии, где в 1933—1945 годах господствовала идеология национал-социализма. Определённое влияние архитектура эпохи национал-социализма оказала и на строительные проекты в послевоенной Германии. Архитектура нацистской германии является локальным проявлением упрощённого классицизма, популярного в межвоенный период. 

## Основные вехи
Вожди национал-социалистической Германии, а также работавшие под их руководством архитекторы и планировщики пытались создать особый, национал-социалистический стиль архитектуры, опираясь на неоклассицизм и национальные германские традиции. В то же время для использования в узких рамках рассматривались также и достижения современных течений в архитектуре. Особое значение имела необходимость считаться с личными взглядами А.Гитлера на зодчество. Категорически отвергалась архитектура модернизма, в том числе и немецкий стиль Баухаус. Представители Баухауса подвергались преследованиям, сам же стиль был заклеймён в нацистской прессе как «культурбольшевистский», «бездушный» и «ненемецкий».
С развитием в Германии периода 1933—1935 годов «патриотического» движения Тингшпиль с созданием и оформлением мест проведения Тинг-торжеств отдельные элементы псевдо-древнегерманского стиля (в орнаменте и пр.) проникают и в официальную, в том числе и в СС-архитектуру (при строительстве Орденсбургов СС). При планировании и разбивке парковых территорий как правило учитывались вопросы, связанные с сохранением природного ландшафта и охраной животного/растительного мира. Ведущим представителем в этой области являлся парковый архитектор Элвин Зайферт.
Ведущий представитель школы «Архитектура защиты Отечества» (Heimatschutzarchitektur), одной из разновидностей архитектуры модерна Пауль Шульце-Наумбург, начиная с 1935 года подвергся критике со стороны Гитлера. Ведущим архитектором нацистской Германии был признан Альберт Шпеер, последователь неоклассической традиции, в то же время не отвергавший и отдельных модернистских влияний. Как в городском строительстве, так и в технологическо-производственной архитектуре национал-социалистами ценились в первую очередь рациональность и функциональность постройки как первый и главный признак технического прогресса в архитектуре. В то же время не предъявлялось жёстких требований и не осуществлялось диктата «как обязательно надо строить». Государственные органы, распределявшие заказы на проектирование и строительство, просто не замечали специалистов, отходивших от требований, предъявлявшихся генеральной линией. В то же время для сооружения частных зданий и выполнения некоторых индустриальных проектов допускались и архитекторы, строившие в стиле международного модерна. Распределение архитектурных стилей по областям строительства в основном выглядело так:
- Национал-социалистский классицизм для правительственных и партийных сооружений, залов по проведению агитационно-пропагандистских мероприятий;
- Архитектура защиты Отечества для строительства в городских пригородах, поселениях и в СС-Орденсбургах;
- Умеренный модерн для жилых и административных зданий;
- Функционализм для сооружения казарм, военного строительства, стадионов и других спортивных сооружений;
- Новая вещественность для промышленного строительства, технологических сооружений.

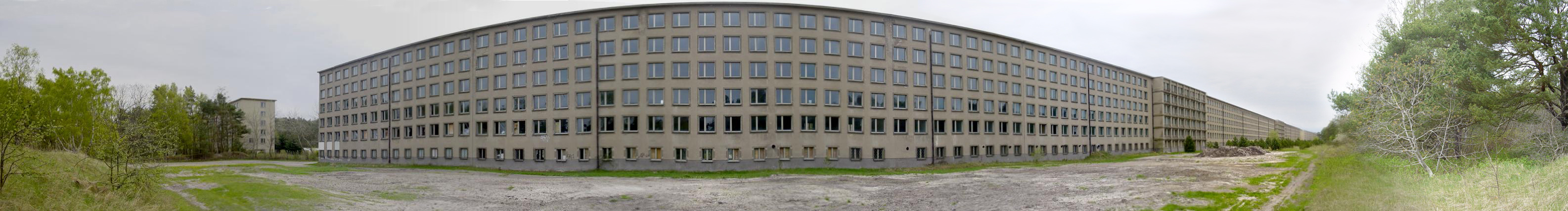
Морской курорт Прора

## Отношение национал-социалистского руководства
Будучи художником с задатками архитектора, А.Гитлер оценивал достижения каждой эпохи в том числе и достижениями её архитектуры. О значении последней фюрер высказался на Первой Архитектурно-художественной выставке в Доме немецкого искусства в Мюнхене 22 января 1938 года:
Если народы внутренне переживают времена своего величия, то выражают они эти переживания и отражают их также во внешний мир. В этом случае их слово прочнее просто сказанного. Это слово из камня.

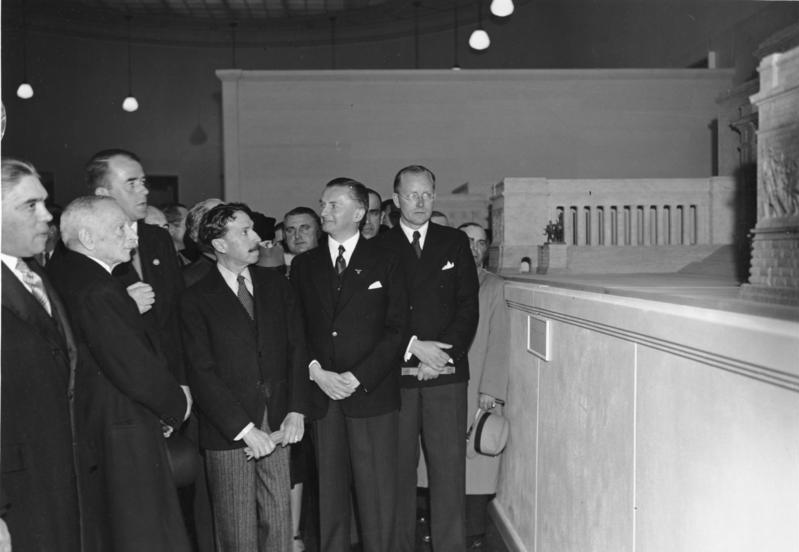
Архитекторы Альберт Шпеер и Рудольф Волтерс на выставке в Лиссабоне

Такое отношение Гитлера к зодчеству пропагандировалось в Германии в том числе и при помощи кинематографа. В течение 15 лет фюрер желает перестроить всю страну и оказывает личное влияние на осуществление многих проектов. Любимыми его архитекторами были Пауль Людвиг Троост, а после смерти последнего — Людвиг Руфф, затем Альберт Шпеер и Герман Гислер.
Перед началом Второй мировой войны и по мере перехода инициативы в ней к союзникам, в нацистской архитектуре всё сильнее утверждается гигантомания в строительстве зданий, возводятся широчайшие лестницы, проектируются длинные и прямые проспекты (так называемые «оси (Achse)»), создаются циклопические планы, не привязанные к использованию для каких-либо целей — такие как радикальная перестройка Берлина, переходящего в новую столицу «Германия», и спроектированное мегаздание Зал Народа (Volkshalle) в ней.
Осуществление этих проектов требовало непомерного расхода как денежных средств, так и металла (крайне необходимого в военной промышленности), строительных материалов и камня (свозившихся со всей Европы), а также рабочей силы (нехватка в которой компенсировалась пригнанными из оккупированных стран работниками).
Согласно некоторым свидетельствам, А. Гитлер видел в бомбардировках союзниками немецких городов положительный момент, так как они, разрушая старые здания, освобождали место для новых, задуманных фюрером, мегасооружений. В то же время строительная политика Рейха не ограничивалась исключительно территорией Германии, но и распространялась на захваченные территории, в первую очередь на Генерал-губернаторство. Всю Европу должна была покрыть сверхширококолейная железнодорожная сеть Breitspurbahn.
Отдельной программой, поддерживаемой рейхсфюрером СС Г.Гиммлером, была идея создания в Восточной Европе немецких военных поселений, заселённых фермерами-солдатами и соединённых между собой транспортной сетью, для чего, например, был предусмотрен железнодорожный мост через Керченский пролив. Начиная с 1935 года Гиммлер также занимался реконструкцией замка Вевельсбург близ Падерборна и созданием в нём культового центра будущего Ордена СС (архитектором проводимых в Вевельсбурге работ был Герман Бартельс).
Полное преобразование немецких городов «в духе национал-социализма», возведение или окончание строительства различных «культовых центров» и мегасооружений было нарушено обстоятельствами Второй мировой войны и поражением Германии в 1945 году.

## Крупнейшие сооружения

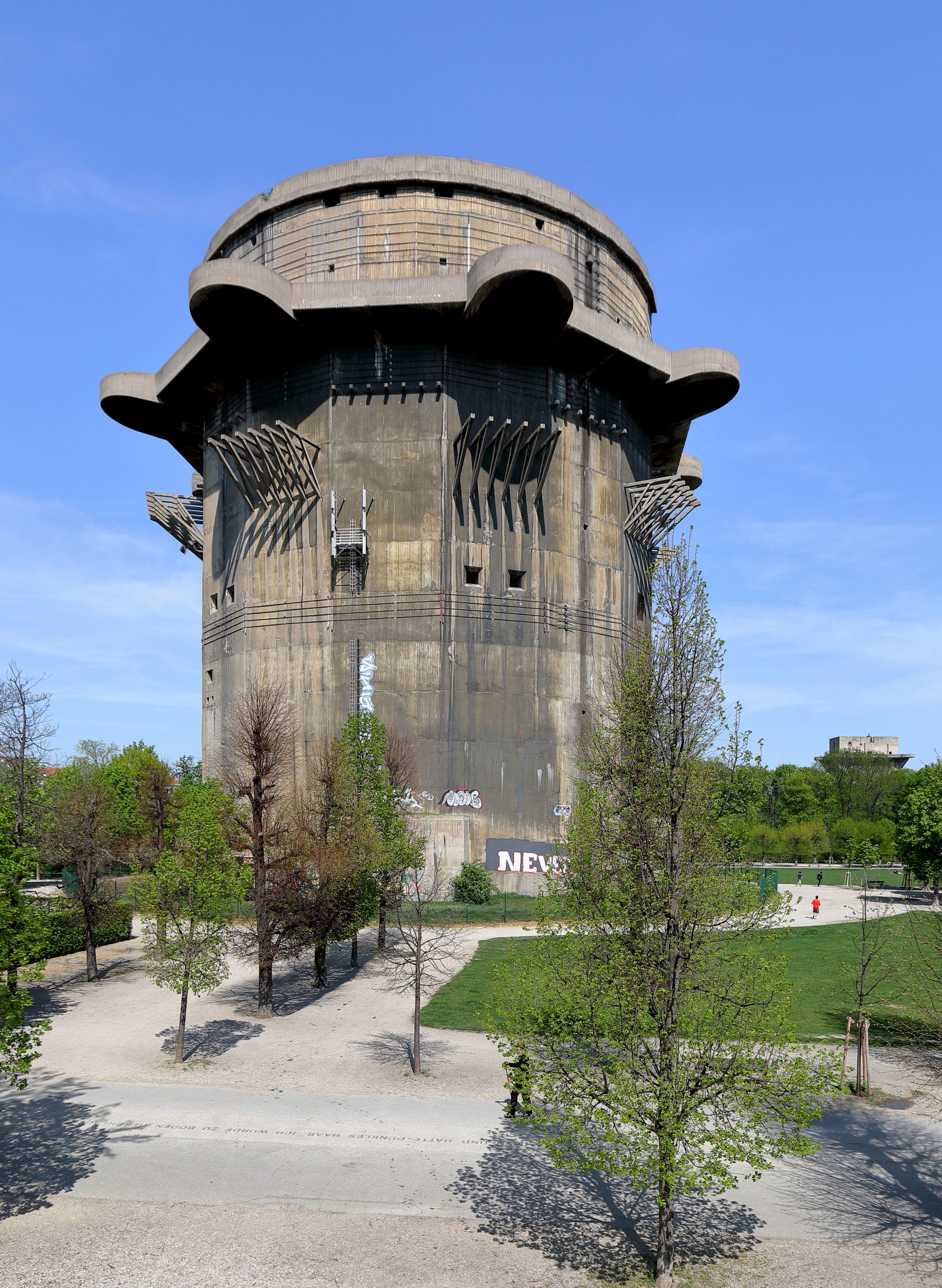
Зенитная башня в Вене

- Академия воспитания юношества, Брауншвейг
- Здание Рейхсбанка (1934-40), Берлин
- Рейхсминистерство авиации, Берлин
- Морской курорт Прора (движения Сила через радость), остров Рюген
- Здание партийных съездов Рейха (1933-38, арх. А.Шпеер), Нюрнберг
- Олимпийский стадион (1934-36, арх. Вернер Марх), Берлин
- Аэропорт Темпельхоф (1934), Берлин
- Новая рейхсканцелярия, резиденция А.Гитлера (1938-39, арх. А.Шпеер), Берлин
- Здание итальянского посольства (1939-41, арх. Фридрих Кетцель), Берлин
- Дом немецкого искусства (1937), Мюнхен
- Фюрербау, Мюнхен
- Административное здание НСДАП, Мюнхен
- Орденсбург Фогельзанг
- Орденсбург Зонтхофен[англ.]
- Трибуна Цеппелинфельд, Нюрнберг